# Павол Рибар
Павол Рибар (словац. Pavol Rybár; нар. 12 жовтня 1971, м. Скалиця, ЧССР) — словацький хокеїст, воротар. Тренер воротарів «Слован» (Братислава). 
Вихованець хокейної школи ХК «36 Скаліца». Виступав за ХК «36 Скаліца», ХК «Топольчани», ХК «Нітра», ХК «Спішска Нова Вес», ХК «Зноємшті Орлі», «Слован» (Братислава), «Амур» (Хабаровськ), ХК «Гомель».
У складі національної збірної Словаччини провів 63 матчі; учасник зимових Олімпійських ігор 2002, учасник чемпіонатів світу 1997, 2000, 2001 і 2003. 
Досягнення
- Срібний призер чемпіонату світу (2000), бронзовий призер (2003)
- Чемпіон Словаччини (2002, 2003, 2005), срібний призер (2009). Володар Континентального кубка (2004).

Тренерська кар'єра
- Тренер воротарів «Слован» (Братислава) (з 2012, КХЛ).